# Laetesia weburdi
Laetesia weburdi là một loài nhện trong họ Linyphiidae.
Loài này thuộc chi Laetesia. Laetesia weburdi được Arthur T. Urquhart. miêu tả năm 1890.